# Zuid-Afrika op de Olympische Zomerspelen 2000
Zuid-Afrika nam deel aan de Olympische Zomerspelen 2000 in Sydney, Australië. Het Afrikaanse land eindigde op de 55ste plaats in het medailleklassement.

## Medailles

### 2Zilver
- Hestrie Cloete  — Atletiek, vrouwen hoogspringen
- Terence Parkin — Zwemmen, mannen 200 meter schoolslag

### 3Brons
- Llewellyn Herbert — Atletiek, mannen 400 m horden
- Frantz Kruger — Atletiek, mannen discus
- Penelope Heyns — Zwemmen, vrouwen 100 meter schoolslag

## Deelnemers en resultaten per onderdeel

### Atletiek
- Josia Thugwane
- Heide Seyerling
- Hezekiel Sepeng
- Janus Robberts
- Hendrick Ramaala
- Matthew Quinn
- Karel Potgieter
- Frits Potgieter
- Alwyn Myburgh
- Hendrik Mokganyetsi
- Elana Meyer
- Johannes Maremane
- Arnaud Malherbe
- Burger Lambrechts
- Elmarie Gerryts
- Colleen de Reuck
- Okkert Brits
- Shaun Bownes
- Werner Botha
- Johan Botha
- Frantz Kruger
- Llewellyn Herbert
- Hestrie Storbeck-Cloete

### Boksen
- Danie Venter
- Phumzile Matyhila
- Jeffrey Mathebula

### Boogschieten
- Kirstin Lewis
- Jill Börresen

### Hockey

#### Vrouwentoernooi
- Susan Wessels
- Paola Vidulich
- Carina van Zijl
- Inke van Wyk
- Karen Symons
- Karen Roberts
- Luntu Ntloko
- Michele MacNaughton
- Anli Kotze
- Jacqui Geyser
- Alison Dare
- Pietie Coetzee
- Lindsey Carlisle
- Caryn Bentley
- Kerry Bee
- Marilyn Agliotti

### Honkbal
- Russell van Niekerk
- Darryn Smith
- Alan Phillips
- Glen Morris
- Carl Michaels
- Liall Mauritz
- Morne MacKay
- Willem Kemp
- Kevin Johnson
- Ian Holness
- Tim Harrell
- Richard Harrell
- Brian Harrell
- Darryl Gonsalves
- Ashley Dove
- Nick Dempsey
- Simon de la Rey
- Errol Davis
- Jason Cook
- Vaughn Berriman
- Paul Bell
- Francisco Alfino
- Clint Alfino
- Neil Adonis

### Judo
- Tania Tallie

### Kanovaren
- Alan van Coller
- Ruth Nortje

### Moderne vijfkamp
- Karina Gerber

### Roeien
- Roger Tobler
- Mark Rowand
- Colleen Orsmond
- Ross Hawkins
- Mike Hasselbach
- Helen Fleming
- Ramon di Clemente
- Donnie Cech

### Schietsport
- Frans Swart
- Jaco Henn
- Corne Basson

### Tennis
- Liezel Huber
- Wayne Ferreira
- John-Laffnie de Jager
- Amanda Coetzer
- David Adams

### Triatlon
- Conrad Stoltz
- Lizel Moore

### Voetbal

#### Mannentoernooi
- Selectie
  - Aaron Mokoena
  - Abram Nteo
  - Benni McCarthy
  - Daniel Matsau
  - David Kannemeyer
  - Delron Buckley
  - Emille Baron
  - Fabian McCarthy
  - Jabu Pule
  - Matthew Booth
  - Nkhiphitheni Matombo
  - Toni Nhleko
  - Quinton Fortune
  - Siyabonga Nomvethe
  - Stanton Fredericks
  - Steve Lekoelea
- Bondscoach
  - Ephraim Mashaba

### Wielersport
- Robert Hunter
- Erica Green
- David George
- Garen Bloch

### Worstelen
- Jannie du Toit

### Zeilen
- Gareth Blanckenberg
- Ian Ainslie

### Zwemmen
- Charlene Wittstock
- Theo Verster
- Simon Thirsk
- Roland Schoeman
- Sarah Poewe
- Brett Petersen
- Ryk Neethling
- Heleen Muller
- Mandy Loots
- Nick Folker
- Renate du Plessis
- Brendon Dedekind
- Penny Heyns
- Terence Parkin

Albanië · Algerije · Amerikaanse Maagdeneilanden · Amerikaans-Samoa · Andorra · Angola · Antigua en Barbuda · Argentinië · Armenië · Aruba · Australië · Azerbeidzjan · Bahama's · Bahrein · Bangladesh · Barbados · België · Belize · Benin · Bermuda · Bhutan · Bolivia · Bosnië en Herzegovina · Botswana · Brazilië · Britse Maagdeneilanden · Brunei · Bulgarije · Burkina Faso · Burundi · Cambodja · Canada · Centraal-Afrikaanse Republiek · Chili · China · Chinees Taipei · Colombia · Comoren · Congo-Brazzaville · Congo-Kinshasa · Cookeilanden · Costa Rica · Cuba · Cyprus · Denemarken · Djibouti · Dominica · Dominicaanse Republiek · Duitsland · Ecuador · Egypte · El Salvador · Equatoriaal-Guinea · Eritrea · Estland · Ethiopië · Fiji · Filipijnen · Finland · Frankrijk · Gabon · Gambia · Georgië · Ghana · Grenada · Griekenland · Groot-Brittannië · Guam · Guatemala · Guinee · Guinee‑Bissau · Guyana · Haïti · Honduras · Hongarije · Hongkong · Ierland · IJsland · India · Indonesië · Irak · Iran · Israël · Italië · Ivoorkust · Jamaica · Japan · Jemen · Joegoslavië · Jordanië · Kaaimaneilanden · Kaapverdië · Kameroen · Kazachstan · Kenia · Kirgizië · Koeweit · Kroatië · Laos · Lesotho · Letland · Libanon · Liberia · Libië · Liechtenstein · Litouwen · Luxemburg · Macedonië · Madagaskar · Malawi · Malediven · Maleisië · Mali · Malta · Marokko · Mauritanië · Mauritius · Mexico · Micronesië · Moldavië · Monaco · Mongolië · Mozambique · Myanmar · Namibië · Nauru · Nederland · Nederlandse Antillen · Nepal · Nicaragua · Nieuw-Zeeland · Niger · Nigeria · Noord-Korea · Noorwegen · Oeganda · Oekraïne · Oezbekistan · Oman · Oostenrijk · Pakistan · Palau · Palestina · Panama · Papoea-Nieuw-Guinea · Paraguay · Peru · Polen · Portugal · Puerto Rico · Qatar · Roemenië · Rusland · Rwanda · Saint Kitts en Nevis · Saint Lucia · Saint Vincent en Grenadines · Salomonseilanden · Samoa · San Marino ·  Sao Tomé en Principe · Saoedi-Arabië · Senegal · Seychellen · Sierra Leone · Singapore · Slovenië · Slowakije · Soedan · Somalië · Spanje · Sri Lanka · Suriname · Swaziland · Syrië · Tadzjikistan · Tanzania · Thailand · Togo · Tonga · Trinidad en Tobago · Tsjaad · Tsjechië · Tunesië · Turkije · Turkmenistan · Uruguay · Vanuatu · Venezuela · Verenigde Arabische Emiraten · Verenigde Staten · Vietnam · Wit-Rusland · Zambia · Zimbabwe · Zuid-Afrika · Zuid-Korea · Zweden · Zwitserland · Individuele olympische atleten